# البعثات الدبلوماسية في كردستان العراق

البعثات الدبلوماسية من كردستان العراق
كردستان العراق
الدول مع القنصلية العامة في كردستان العراق
الدول التي لديها قنصلية في كردستان العراق
الدول التي لديها مكتب اتصال أو مكتب تمثيلي في كردستان العراق

افتتحت إيران وروسيا أول قنصليتين معتمدتين بالكامل. حاليا، هناك 38 دولة عضو في الأمم المتحدة لديها بعثات دبلوماسية في كردستان العراق. بينما تستعد عدة دول أخرى لفتح بعثاتها الدبلوماسية في إقليم كردستان. جميع ممثلي البعثات متواجدون في أربيل، بينما فقط إيران لديها قنصلية عامة في السليمانية. ولا تشمل هده القائمة القنصليات الفخرية.

## القنصليات العامة
- الصين[3][4]
- جمهورية التشيك[5]
- فرنسا[6]
- ألمانيا[7]
- اليونان[8]
- المجر[9]
- الهند[10]
- إيران (أربيل والسليمانية)[11][12]
- اليابان[13]
- الأردن[14]
- الكويت[15]
- هولندا[16]
- فلسطين[17]
- روسيا[1]
- السعودية[18][19]
- كوريا الجنوبية[20]
- السودان[21]
- تركيا[22]
- الإمارات العربية المتحدة[23]
- المملكة المتحدة[24]
- الولايات المتحدة[25]

## القنصليات
- أرمينيا (من المقرر فتحها)[26][27]
- النمسا (من المقرر فتحها)[27]
- بنغلاديش (مكتب قنصلي من المقرر فتحه)[28]
- البرازيل (من المقرر فتحها)[27]
- كرواتيا (من المقرر فتحها)[29]
- مصر[30]
- إيطاليا[31][32]
- لبنان (من المقرر فتحها)[33]
- بولندا (وكالة قنصلية)[34]
- قطر (من المقرر فتحها)[35]
- رومانيا (مكتب قنصلي)[36]
- صربيا (من المقرر فتحها)[37]

## مكاتب تمثيلية
- النمسا (مكتب تجاري)[38]
- بلغاريا (مكتب تجاري)[39]
- كندا (مكتب تمثيل تجاري)[40]
- قبرص (من المقرر فتحه)[41]
- الاتحاد الأوروبي (مكتب تفويض)[42]
- النرويج (من المقرر فتحه)[43]
- السويد (مكتب السفارة)[44]
- تونس (من المقرر فتحه)[45]

## البعثات
- البعثة المتكاملة لسيادة القانون للعراق (مكتب رسمي)
- اللجنة الدولية للصليب الأحمر (مكتب إقليمي)
- وكالة اليابان للتعاون الدولي (مكتب)
- الوكالة الكورية للتعاون الدولي (مكتب تمثيلي)
- بعثة الأمم المتحدة لمساعدة العراق (مكتب تمثيل إقليمي)